# Gonia texensis
Gonia texensis är en tvåvingeart som beskrevs av Henry J. Reinhard 1924. Gonia texensis ingår i släktet Gonia och familjen parasitflugor. Inga underarter finns listade i Catalogue of Life.